# Espai subaracnoidal
L'espai subaracnoidal és l'espai comprès entre l'aracnoide i la piamàter que conté el líquid cefalorraquidi. Totes les estructures que circulen entre el sistema nerviós central i la coberta òssia que el protegeix han de travessar l'espai subaracnoidal.